# National Communications Network
National Communications Network, nota anche con l'acronimo NCN, è l'ente radiotelevisivo pubblico della Guyana. Trasmette da Georgetown in inglese.

## Storia

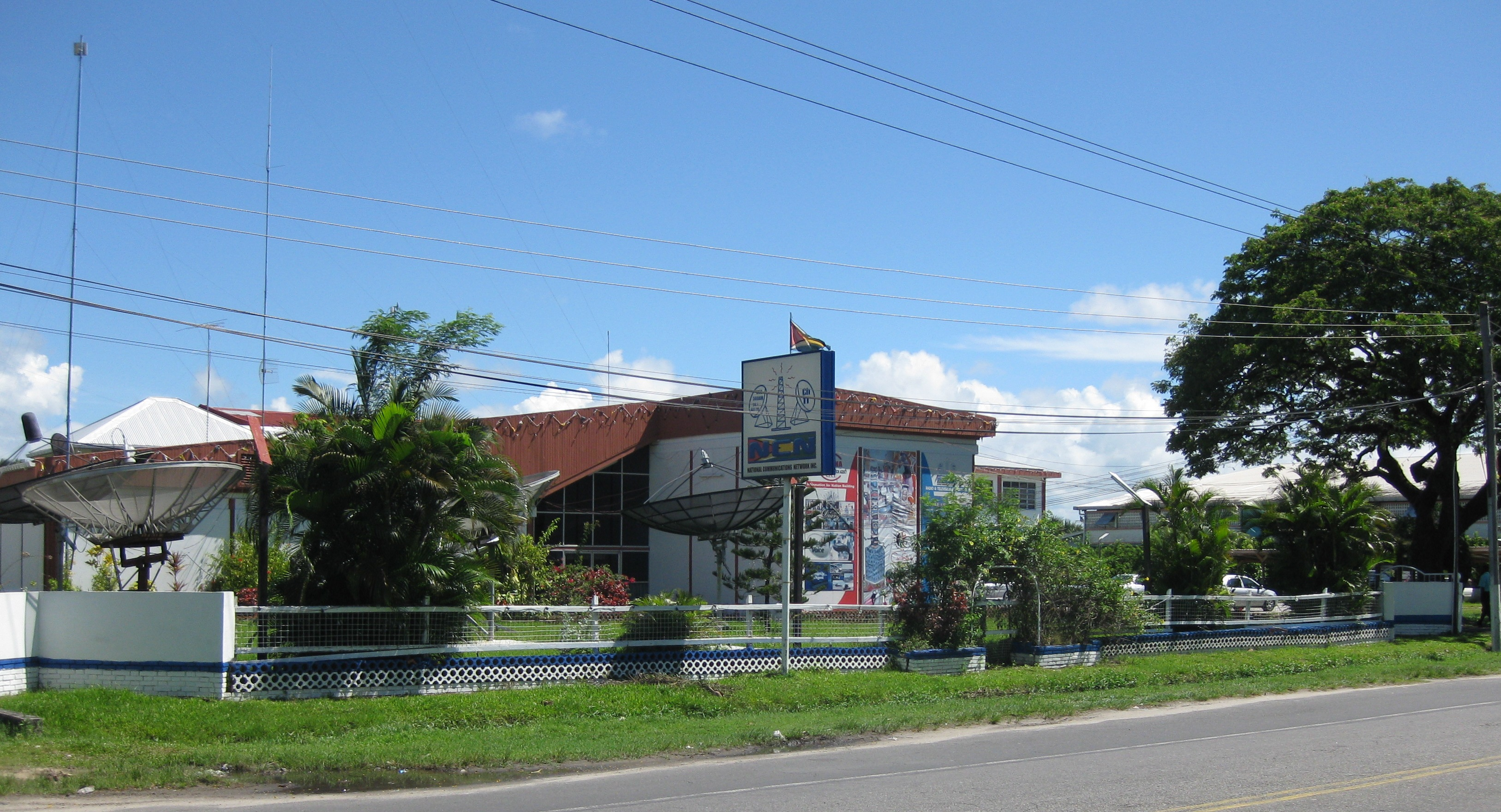
La sede di NCN nel 2009.

Nel 1935 la richiesta di cronache sportive di cricket spinse alla realizzazione delle prime trasmissioni radio tramite la creazione delle due stazioni radiofoniche VP3BG e VPSMR, che vennero successivamente unificate dando vita a ZFY. ZFY trasmise dagli uffici delle Poste finché l'edificio fu distrutto dall'incendio di Georgetown del febbraio 1945, in seguito al quale la radio fu trasferita negli studi di North Road.
Dopo essere stata acquistata dalla Overseas Rediffusion Ltd nel 1950, la stazione fu rinominata Radio Demerara nel 1951 e spostata in uno studio professionale nel 1955. Nel 1957 fu anche eretta una nuova stazione di trasmissione e ricezione a Sparendaam, nella regione Isole Essequibo-Demerara Occidentale. Il contratto di licenza comprendeva la trasmissione di materiale della BBC per 21 ore la settimana e di programmi forniti dal Central Office of Information di Londra per 10 ore e 1/2 la settimana. Nel 1958 fu fondata una seconda stazione radio, la British Guyana Broadcasting Service (BGBS), dedicata alla trasmissione di eventi speciali e di sport.
Fin dagli anni cinquanta Radio Demerara trasmise regolarmente anche musica indiana, proponendo musicisti locali di questo genere musicale.
Nel 1968, a due anni dall'indipendenza del Paese dal Regno Unito, il Governo della Guyana prese il controllo di BGBS, sita presso la Broadcasting House a Georgetown e la rinominò "Guyana Broadcasting Service" (GBS) dotandola di ulteriori strutture presso il Hadfield Street Lodge con l'assistenza tecnica della BBC.
Nel 1979 il Governo acquisì anche Radio Demerara; la fusione di queste due radio dette vita alla Guyana Broadcasting Corporation (GBC). Dopo l'inaugurazione ufficiale il Governo della Guyana acquisì tutte le strutture di Radio Demerara dalla Overseas Rediffusion Limited.
GTV fu fondata nel 1988.
Il 1º marzo 2004 GBC e Guyana Television Broadcasting Company (GTV) furono unificate dando vita a NCN.

## Servizi
NCN gestisce 3 stazioni radiofoniche e 1 canale televisivo.

### Radio
- Fresh 100.1 FM (precedentemente Radio Roraima e ancora prima Channel 1)
- Voice of Guyana (in passato Channel 2)
- Hot FM, stazione radiofonica in FM

### Televisione
- NCN TV, canale nazionale generalista con sedi regionali a Berbice, Essequibo, Linden e Demerara.[1]

## Ricezione

### Satellite
| Satellite          | ABS 3A      | Eutelsat 65 West A | Eutelsat 65 West A |
| Posizione orbitale | 3.0° Ovest  | 65.2° Ovest        | 65.2° Ovest        |
| Bouquet            | /           | /                  | /                  |
| Canali             | NCN TV      | NCN TV             | NCN TV             |
| Frequenza          | 11132 MHz   | 4556 MHz           | 11304 MHz          |
| Polarizzazione     | Orizzontale | Verticale          | Orizzontale        |
| SR                 | 30000       | 2082               | 30000              |
| FEC                | 3/4         | 5/6                | 3/5                |
| Modulazione        |             | 8PSK               | 8PSK               |

### Digitale terrestre
NCN TV trasmette in standard DVB-T SD.